# セクステットの為の抒情組曲
『セクステットの為の抒情組曲』（セクステットのためのじょじょうくみきょく、原題：Lyric Suite for Sextet）は、チック・コリアとゲイリー・バートンが連名で1982年に録音、1983年にECMレコードから発表したスタジオ・アルバム。

## 解説
1972年より共演を重ねてきたコリアとバートンが、弦楽四重奏を迎えて録音した作品で、バートンによれば、当時コリアはルートヴィヒ・ヴァン・ベートーヴェンやバルトーク・ベーラの弦楽四重奏曲を研究していたという。デイヴ・コノリーはオールミュージックにおいて5点満点中2.5点を付け「コリアとバートンの2人の熟達した技術により、所々で火花散る演奏が披露されているとはいえ、難解なメロディと散漫な編曲のため、耳を傾けるのが大変な作品」「対等な関係のセクステットと言うよりは、ストリングスのサポートを得たデュエットと考えるべき」と評している。
アメリカのヒップホップ・グループD.I.T.C.は、アルバム『D.I.T.C.』（2000年）収録曲「Thick」において、本作収録曲「パート1 - 序曲」のサンプリングを使用した。

## 収録曲
全曲ともチック・コリア作曲。
1. パート1 - 序曲 - "Part 1 - Overture" - 6:26
2. パート2 - ワルツ - "Part 2 - Waltz" - 7:14
3. パート3 - スケッチ（フォー・セロニアス・モンク） - "Part 3 - Sketch (For Thelonious Monk)" - 2:16
4. パート4 - ローラー・コースター - "Part 4 - Roller Coaster" - 1:29
5. パート5 - ブラジリア - "Part 5 - Brasilia" - 8:01
6. パート6 - ドリーム - "Part 6 - Dream" - 10:38
7. パート7 - フィナーレ - "Part 7 - Finale" - 3:54

## 参加ミュージシャン
- チック・コリア - ピアノ
- ゲイリー・バートン - ヴィブラフォン
- ペ・イクファン、キャロル・シュリーヴ - ヴァイオリン
- カレン・ドレイファス（英語版） - ヴィオラ
- フレッド・シェリー - チェロ